# Botho Engelien
Botho Bernd Rüdiger Engelien (* 1. Juli 1938 auf dem Vorwerk Nonnenhof (ab 1950 russisch: Gordejewo, nicht mehr existent) des Rittergutes Kanoten, ab 1928 Posegnick, Kreis Gerdauen (Ostpreußen)) ist ein Generalmajor außer Dienst der Luftwaffe der Bundeswehr. Von 1994 bis 1998 war er Amtschef des Luftwaffenamtes.

## Leben
Botho Engelien trat 1956 als Offizieranwärter der Luftwaffe in die Bundeswehr ein und wurde zum Piloten ausgebildet. Von 1971 bis 1973 absolvierte er den 16. Generalstabslehrgang Luftwaffe an der Führungsakademie der Bundeswehr in Hamburg, wo er zum Offizier im Generalstabsdienst ausgebildet wurde. Beim Aufklärungsgeschwader 52 war Engelien zunächst als Luftfahrzeugführer und von November 1977 bis zum 1. Juni 1978 als Kommandeur der Fliegenden Gruppe im Einsatz. Engelien war von 1982 bis 1984 Kommodore des Jagdbombergeschwader 36 „Westfalen“ (JaboG 36 "W") in Rheine und danach Referatsleiter im Führungsstab der Luftwaffe in Bonn. Im Dienstgrad Oberst i. G. wurde er 1986 stellvertretender Kommandeur der 3. Luftwaffendivision in Kalkar. 1986 wurde er zum Brigadegeneral befördert. Er war dann von 1992 bis 1994 Kommandeur der 4. Luftwaffendivision in Aurich. Von 1994 bis 1998 war er Amtschef des Luftwaffenamtes in Köln-Wahn. Mit Ablauf des September 1998 wurde er in den Ruhestand versetzt.
Engelien ist Vorsitzender des Freundeskreises Luftwaffe, evangelisch, verheiratet und hat eine Tochter sowie einen Sohn.